# 细巧皱蟹
细巧皱蟹（学名：Leptodius gracilis）为扇蟹科皱蟹属的动物。分布于日本、夏威夷、土阿莫土岛、萨摩亚群岛、马绍尔群岛、吉尔伯特群岛、加罗林群岛、印度尼西亚、可可群岛、菲律宾、印度、红海、毛里求斯以及中国大陆的西沙群岛、广东等地，生活环境为海水，常栖息于珊瑚礁或岩石的浅水中。
其种加词来源于拉丁文“gracilis”，意为“纤细的”。
頭胸甲呈扇形，表面光滑有淺凹痕，寬約2公分，整體呈土黃至黃色。